# Orkaanseizoen van de Grote Oceaan 1995
Het orkaanseizoen van de Grote Oceaan 1995 begon op 15 mei 1995 en eindigde op 30 november 1995. Dit orkaanseizoen betreft twee verschillende gebieden en daarmee eigenlijk twee verschillende seizoenen. Oostelijk van de 140e graad westerlengte begint het seizoen op 15 mei, in het gebied westelijk ervan tot aan de datumgrens begint het seizoen op 1 juni. Voor beide gebieden eindigt het seizoen op 30 november. Tropische depressies, die zich ten oosten van de 140e graad westerlengte vormen, krijgen het achtervoegsel "-E" (East) achter hun nummer. Tropische depressies, die zich tussen de 140e graad westerlengte en de datumgrens vormen, krijgen het achtervoegsel "-C" (Central). Als een tropische storm een naam krijgt uit het centrale gebied, staat achter de naam in het kopje '(C)' vermeld.
1990 · 1991 · 1992 · 1993 · 1994 · 1995 · 1996 · 1997 · 1998 · 1999 · 2000 · 2001 · 2002 · 2003 · 2004 · 2005 · 2006 · 2007 · 2008 · 2009 · 2010 · 2011 · 2012 · 2013 · 2014 · 2015 · 
2016 · 2017 · 2018